# レバミピド

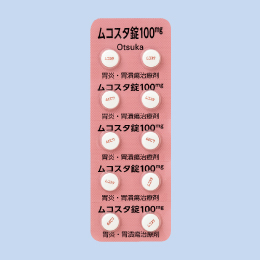
ムコスタ錠100mg

レバミピド（Rebamipide）は、プロスタグランジン（PG）の産生を促進させる成分。胃壁を守る粘膜を増加させるため胃潰瘍の薬として使用される。主に胃薬。商品名ムコスタで大塚製薬が発売、後発医薬品も販売されている。

## 小史と薬理
胃潰瘍の治療薬として開発された。一般に胃潰瘍は、通常はバランスが取れている胃酸分泌に関わる調節機能が障害された場合に、胃液が胃の粘膜を消化する（傷つける）ことによって潰瘍ができるが、レバミピドはプロスタグランジンの産生を促進させることで胃壁を守る粘膜を増やし、胃粘膜の血流を促すことで、胃の胃酸に対する防御機能を高め、胃炎や胃潰瘍の治癒を促進する働きがある。すなわち胃酸分泌をコントロールするのではなく、防御機構を回復させることで胃潰瘍を治療する。
レバミピドの開発以前は胃酸分泌に関係する物質としてはアセチルコリン、ヒスタミンなどが考えられていたが、大塚製薬のムコスタ開発チームはそれ以外の調整機能が生体内にあると想定し、ラットへの酢酸投与により胃潰瘍を発生させ、その治療過程において新たな治療効果を持つ化合物を探し、世界で初めてプロスタグランジンの胃粘膜保護作用を発見した。
日本では2011年に、粘膜修復作用に着目してドライアイの点眼薬としても製品化された。

## 適用
- 胃潰瘍
- 下記疾患の胃粘膜病変（びらん、出血、発赤、浮腫）の改善
- 急性胃炎、慢性胃炎の急性増悪期[2]
- ドライアイ[3]

### 使用
鎮痛剤など胃壁を荒らしやすい治療薬（ロキソプロフェンやイブプロフェンなど）と併用し、胃壁の荒れを予防する目的で投与されることも多い。また、制酸剤やほかの潰瘍治療薬と併用することもある。
アスピリン腸溶錠による小腸潰瘍の治療に、高用量のレバミピドが有効であるとの報告がある。

## 種類

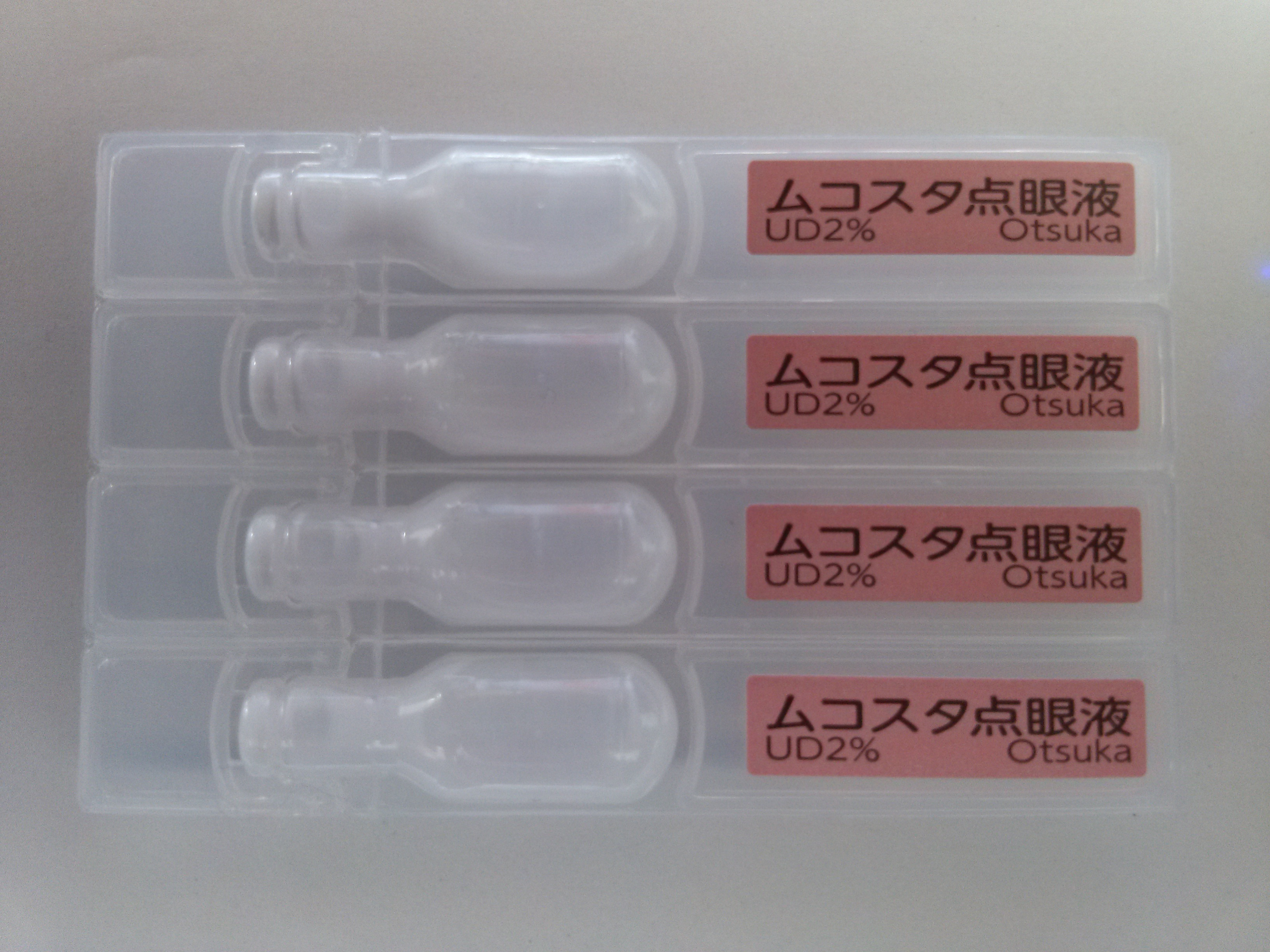
ムコスタ点眼液UD2%

先発薬
- ムコスタ錠100
- ムコスタ顆粒20%
- ムコスタ点眼液UD2%

## 禁忌事項
レバミピド（ムコスタ）の添付文書によれば、
服用してはいけない場合：本剤の成分に対するアレルギーの前歴
妊婦：未確立・有益のみ、授乳婦：回避・授乳中止、小児：未確立

## 注意・副作用
錠剤については安全性は高く、副作用は少ない（治験通算で1.66%:23）。ごく稀にショック（アナフィラキシー症状）、血液障害（白血球減少、血小板減少）、発疹、肝障害（AST・ALT・γ-GTP、AL-Pの上昇）、黄疸の報告がある。
服薬中止後の再発がしばしば見られるため、潰瘍がなくなった後もしばらくの期間続ける必要がある。
点眼液については、副作用による涙道閉塞・涙嚢炎の症例が3年間で8例（うち因果関係を否定できないものが5例）確認されており、2015年3月に厚生労働省が使用上の注意に「重大な副作用」の項を新設するよう指示している。